# میا دایامند
میا دایامند (انگلیسی: Mya Diamond؛ زاده ۱۱ آوریل ۱۹۸۱) بازیگر پورنوگرافی اهل مجارستان است.